# اکتوگای، استان شرقی قزاقزستان
اکتوگای، استان شرقی قزاقزستان (به لاتین: Aktogay, East Kazakhstan Province) یک ایستگاه قطار در قزاقستان است که در استان قزاقستان شرقی واقع شده‌است.

## خصوصیات
اکتوگای ۵٬۲۰۰ نفر جمعیت دارد.